# Star Wars: Battlefront II
Star Wars Battlefront II er et skydespil med Star Wars-tema, og er opfølgeren på første spil i Star Wars: Battlefront-serien.